# عقعق
العَقْعَقُ اسمٌ يُطلق على عدد من الطيور المختلفة من فصيلة الغرابيات، لها أذيال طويلة. والعقعق الشائع في آسيا وأوروبا وأمريكا الشمالية أسود اللون مع وجود لون أبيض في الأجزاء السُفلى وأطراف الجناح. ويبلغ طول الطائر 45سم تقريبًا. والريش الأسود على الأجنحة والذيل مشوب بلون أخضر برونزي لامع. يتواجد العقعق في الريف وحواف الأحراش، والأرض العشبيـة، ويتغذى على الحشرات والعناكب والفواكه.

## معرض صور

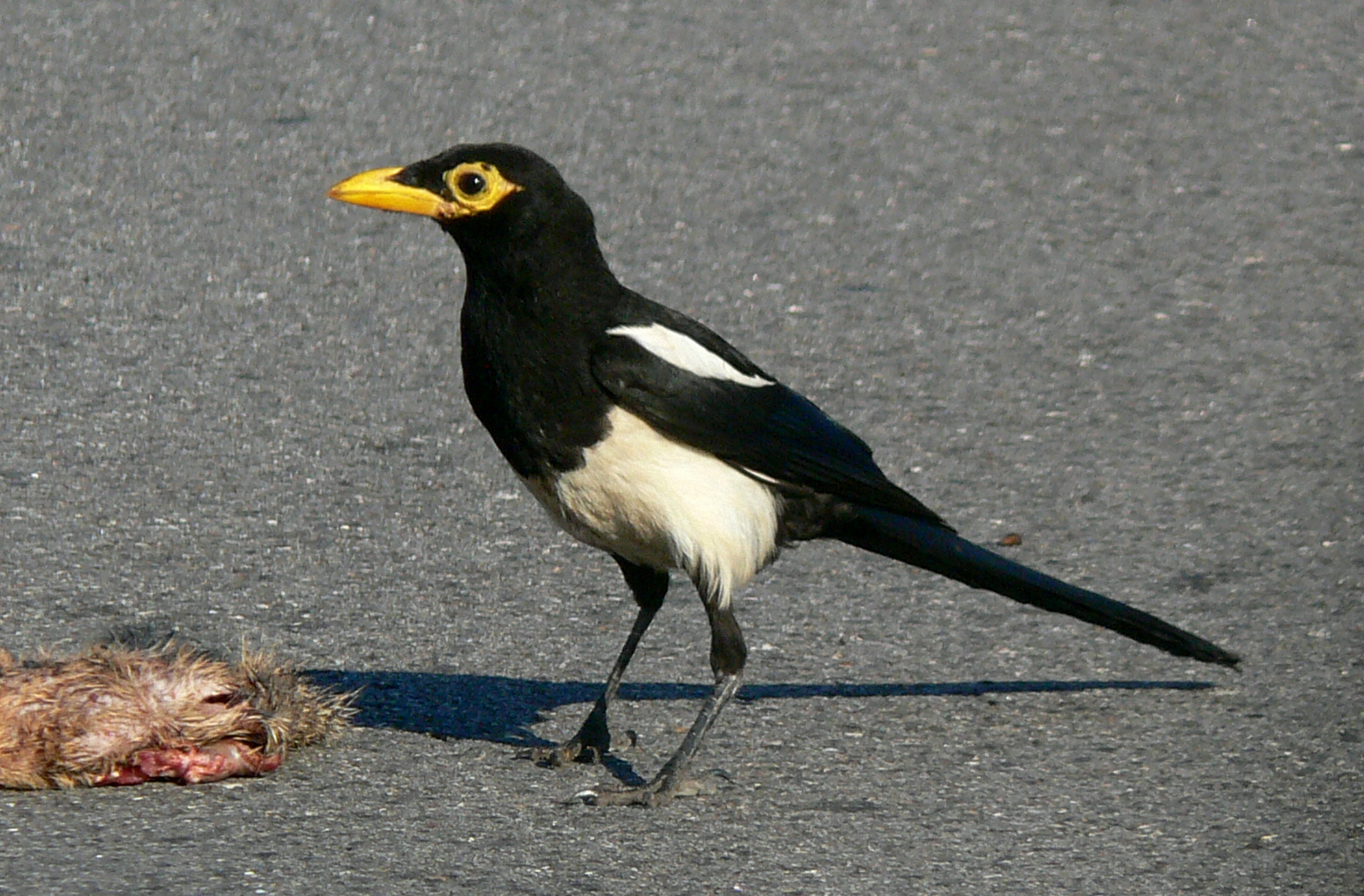
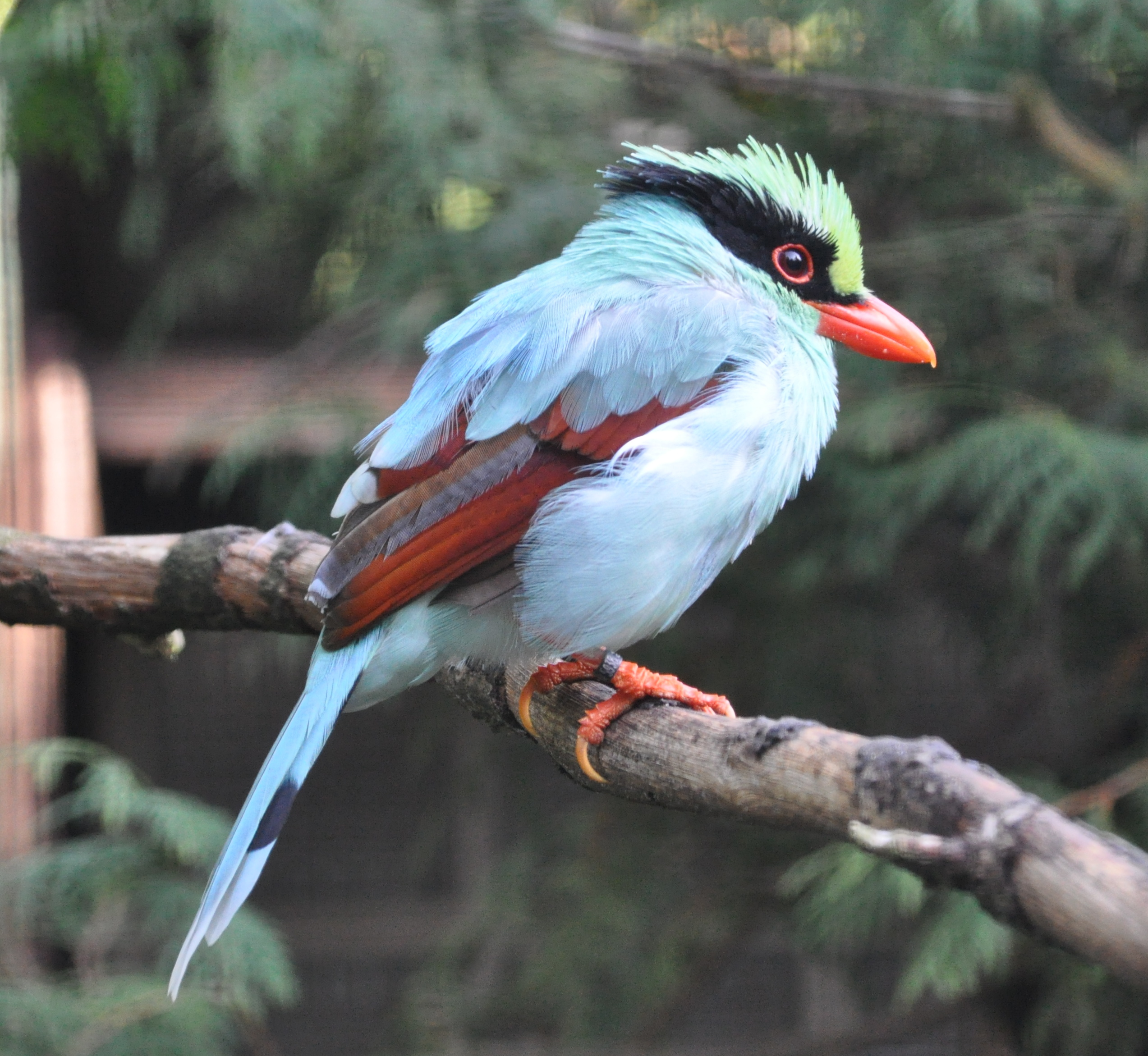
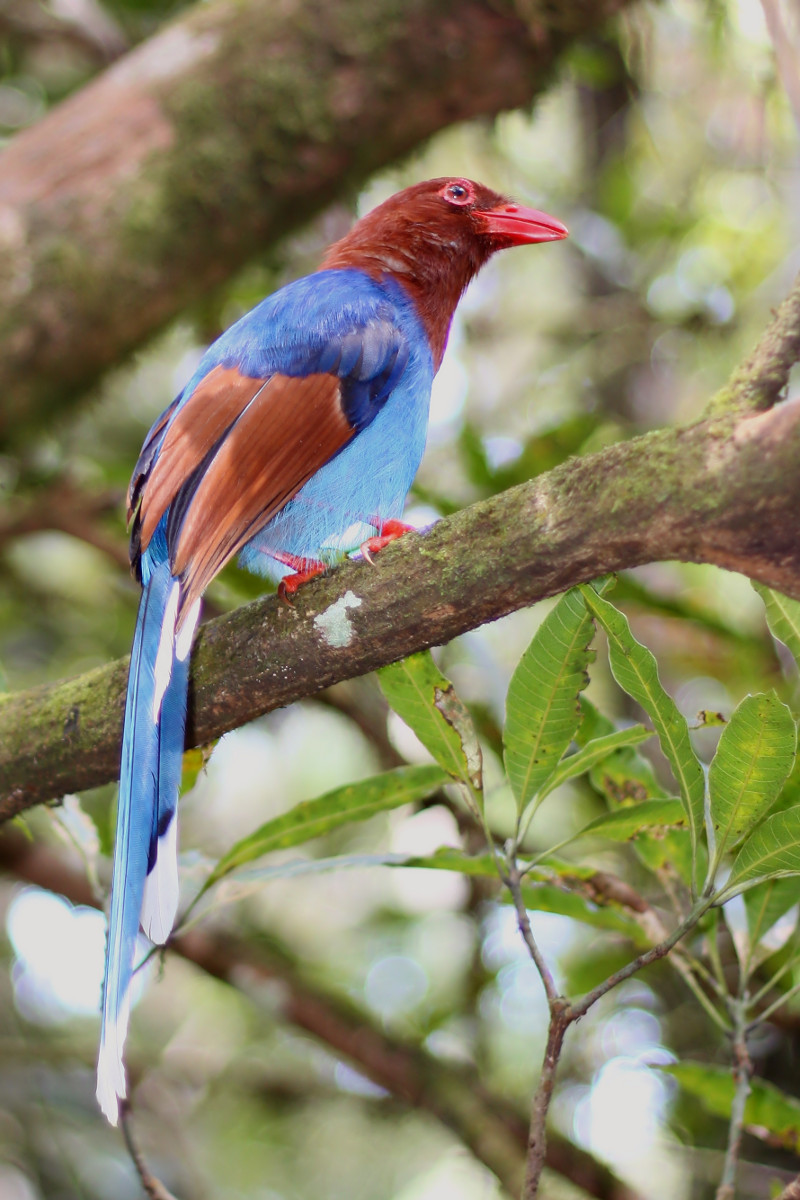
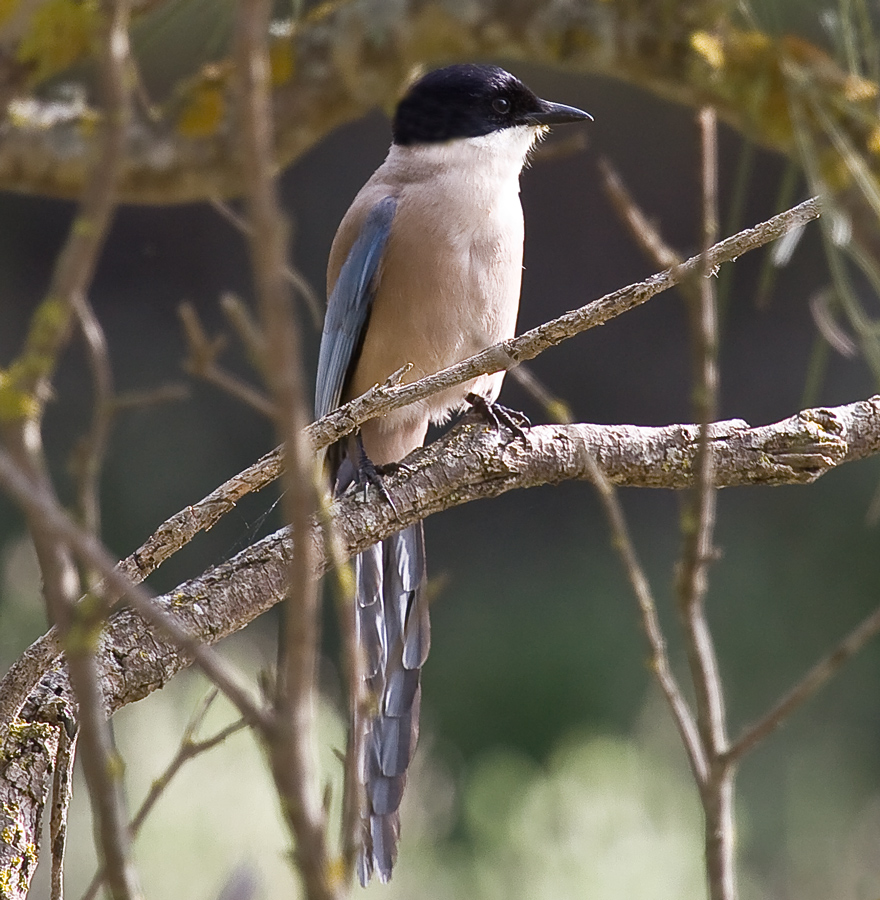